# Fluorid hafničitý
Fluorid hafničitý je anorganická sloučenina s chemickým vzorcem HfF4.

## Příprava
Fluorid hafničitý lze připravit reakcí oxidu hafničitého s fluorem:
HfO2 + 2 F2 → HfF4 + O2
Lze jej také získat fluorací hafnia, karbidu hafničitého nebo boridu hafničitého.

## Vlastnosti
Fluorid hafničitý je bílá pevná látka, která krystalizuje v jednoklonné krystalové soustavě typu fluoridu zirkoničitého s prostorovou grupou C2/c (Číslo 15) a parametry mřížky a = 1172,5 pm, b = 986,9 pm, c = 763,6 pm a β = 126,15°. Je znám také trihydrát fluoridu hafničitého. Sloučenina reaguje s kyselinou fluorovodíkovou za vzniku různých hydrátů (mono- a trihydrátu) a oxyfluoridů.